# 科扎德 (內布拉斯加州)
科扎德（英語：Cozad）是位於美國內布拉斯加州道生縣的城市。

## 人口
根據2020年美國人口普查的數據，科扎德的面積為6.77平方千米，皆為陸地。當地共有人口3988人，而人口密度為每平方千米589人。